# .si
.si este un domeniu de internet de nivel superior, pentru Slovenia (ccTLD).